# Agrico
Agrico is een aardappelcoöperatie in poot- en consumptieaardappelen.
De Coöperatieve Vereniging Agrico werd op 2 april 1973 opgericht te Emmeloord door het Groninger Pootaardappel- en Zaaizaadverkoopbureau (PZVB), de Coöperatieve Drentse Telersvereniging G.A. (DTV) en de Coöperatieve Producenten- en Handelsvereniging voor Akkerbouwgewassen G.A. Zuiderzeepolders. De coöperatie kweekt, teelt, verpakt en vermarkt de producten van haar leden. In het eigen kweek- en researchbedrijf Agrico Research worden nieuwe rassen gekweekt. De aardappels worden naar meer dan 80 verschillende landen over de wereld geëxporteerd.
In 2024 zijn de pootgoed activiteiten van The Potato Company (TPC) overgenomen.